# Alveley
Alveley – wieś w Anglii, w hrabstwie Shropshire. Leży 39 km na południowy wschód od miasta Shrewsbury i 186 km na północny zachód od Londynu.